# Foglia di tè (colore)
Foglia di tè, anche chiamato blu petrolio, verde ottanio, tè blu  o più semplicemente  teal,  è una tonalità che va dal medio allo scuro di un blu tendente al verde di bassa saturazione, in pratica un ciano scuro. Il suo colore complementare è il corallo rosa.
Foglia di tè è uno dei primi 16 colori web (in inglese "web color") formulati nel 1987, con il nome inglese di teal. Si noti che è il colore della parte inferiore della foglia del tè - quella superiore è verde scuro. 
Il nome in inglese di questo colore, teal, deriva dall'alzavola, un particolare tipo di anatra, il cui maschio presenta sulla testa una colorazione blu verdastra.
Esiste anche il colore foglia di tè medio, che è una tonalità del colore precedente più tendente al blu.

## Foglia di tè nella cultura
Computer
- In Windows 95 foglia di tè era il colore di default dello sfondo.

Sport
- Foglia di tè è il colore ufficiale dell'Università del Nord Carolina Wilmington.
- I San Jose Sharks della National Hockey League usano foglia di tè come colore principale. Nella American Hockey League la squadra dei Worcester Sharks gioca anche con il colore foglia di tè.
- I Jacksonville Jaguars della National Football League usano foglia di tè come colore principale. I Miami Dolphins usando un colore simile al foglia di tè, chiamato "verde acqua".
- I Charlotte Hornets della National Basketball Association usano foglia di tè come colore uno dei due colori principali.
- Il colore principale del Port Adelaide Power è foglia di tè. Fra l'altro, sono l'unica squadra dell'Australian Football League ad aver adottato il colore foglia di tè.
- Nell'Australian Baseball League, gli Auckland Tuatara usano il foglia di tè come colore principale.
- Nella Major League Baseball, i Seattle Mariners usano foglia di tè come colore secondario, chiamandolo "verde del nord-ovest." I Florida Marlins sono soprannominati "I Ragazzi in Foglia di Tè."

Videogiochi
- Il Nintendo Game Boy è disponibile anche nel colore foglia di tè.
- Il foglia di tè può essere utilizzato come colore per una squadra in moltissimi videogiochi.